# Camir (fill de Cèrcaf)
Camir (en grec antic Κάμειρον) va ser un heroi de la mitologia grega, fill de Cèrcaf i Cidipa la filla d'Òquim, un dels helíades, que va ser rei de l'illa de Rodes. Algunes fonts diuen que els seus pares eren Rode i Posidó.
Tenia dos germans més petits, Ialis i Lindos. A la mort del seu pare el van succeir, i es van repartir l'illa entre els tres. Cada un dels germans va fundar una ciutat amb el seu nom: Camir la ciutat de Camiros, Lindos la ciutat de Lindos i Ialis la de Ialisos.
Segons una tradició que recull Diodor de Sicília, a la seva època va arribar un gran diluvi, i la seva mare, que aquí s'anomenava Cirbe, va morir ofegada per la riuada que va devastar l'illa. Més tard, els tres germans es van dividir l'illa i van fundar les tres ciutats.